# Whiskey Ritual
I Whiskey Ritual sono un gruppo musicale black metal, formatosi a Parma nel 2008.

## Storia
La band emiliana si forma nel 2008 e incide il primo album in studio nel 2010.
La line-up originaria è composta dal cantante Dorian Bones, dal bassista Plague e dal chitarrista A. Si aggiunge, poco tempo dopo, il batterista Asher (Forgotten Tomb).
Inizialmente, il complesso metal parmense nasce come progetto parallelo per poi svilupparsi in un'attività principale.
I Whiskey Ritual hanno suonato insieme ad artisti internazionali quali i Venom, Paul DiAnno e gli Impaled Nazarene.

## Formazione
- Dorian Bones - voce (2008-presente)
- A - chitarra elettrica (2008-presente)
- Asher - batteria (2009-presente)
- Demeter - basso elettrico (?-presente)

## Discografia
- 2010 - In Goat We Trust
- 2013 - Narconomicon
- 2015 - Blow with the Devil
- 2019 - Black Metal Ultras
- 2022 - Kings